# ایستگاه اتوبوس (مجموعه تلویزیونی)
ایستگاه اتوبوس (به انگلیسی: Bus Stop) مجموعه تلویزیونی ۲۶ قسمت محصول کشور ایالات متحده آمریکا که از تاریخ ۱ اکتبر ۱۹۶۱ تا ۲۵ مارس ۱۹۶۲ از شبکه ABC پخش شد و در آن مریلین مکسول، ریچارد اندرسون، Rhodes Reason, Joan Freeman و بادی ابسن نقش آفرینی کردند